# Begonia annulata
Begonia annulata é uma espécie de Begonia nativa do Himalaia e da Índia.
CRC Mundial Dicionário de Plantas Medicinais e venenosas: Nomes comuns, nomes científicos, Eponyms, sinônimos, e Etimologia

## Sinônimos
- Begonia barbata Wall. ex A.DC.
- Begonia griffithii Hook.
- Platycentrum annulatum (K.Koch) Regel